# Herbert Baum

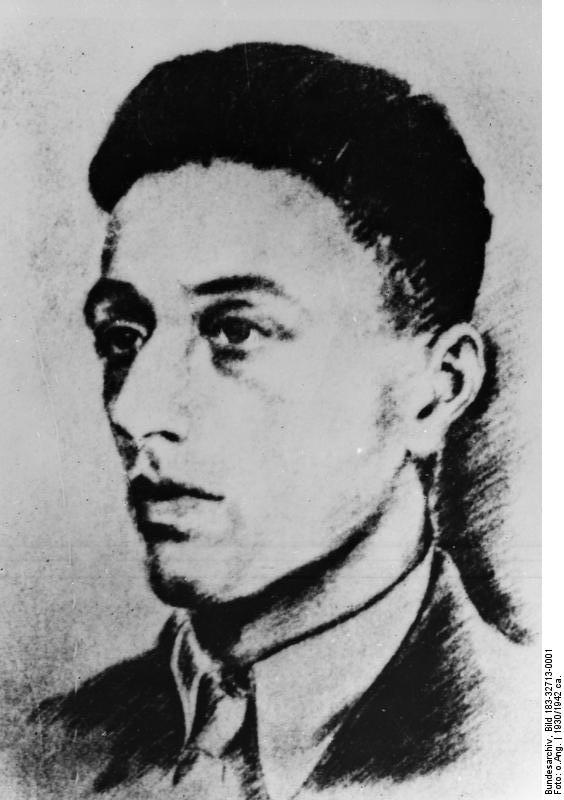
Porträtzeichnung von Herbert Baum

Herbert Baum (* 10. Februar 1912 in Moschin, Provinz Posen; † 11. Juni 1942 in Berlin) war ein deutsch-jüdischer Widerstandskämpfer und Kommunist.

## Leben
Herbert Baum kam als Kind nach Berlin und absolvierte dort die Realschule und eine Lehre als Elektriker. Anschließend arbeitete er in diesem Beruf. Bereits seit 1926 engagierte er sich in verschiedenen linksgerichteten und jüdischen Kinder- und Jugendorganisationen, ab 1931 im Kommunistischen Jugendverband Deutschlands (KJVD). Ab 1940 war er Zwangsarbeiter in den Elektromotorenwerken (Elmo-Werk) der Firma Siemens & Schuckert in Berlin-Spandau.
Nach der Machtübernahme der Nationalsozialisten begann er zusammen mit seiner Frau Marianne Baum und seinen Freunden Martin und Sala Kochmann – alle vier kannten sich bereits seit ihrer Schulzeit –, vorwiegend jüdische Jugendliche um sich zu scharen, die meist aus der jüdischen Jugendbewegung, aus dem kommunistischen, sozialistischen oder links-zionistischen Spektrum stammten. Die „Herbert-Baum-Gruppe“, der zeitweilig bis zu 100 Jugendliche angehörten, pflegte intern politische Diskussionen und kulturelle Arbeit und trat nach außen durch die Verbreitung von Flugblättern in Erscheinung. Ab 1941 wurden jüdische Zwangsarbeiter unterstützt und Juden beim Untertauchen geholfen, um sie vor der Deportation zu bewahren.

## Brandanschlag
Die Gruppe um Herbert Baum wurde vor allem durch einen Brandanschlag, den sie am 18. Mai 1942 auf die antikommunistische Propagandaausstellung Das Sowjetparadies am Berliner Lustgarten verübte, bekannt. Der Schaden blieb allerdings begrenzt. Innerhalb weniger Tage wurde ein Großteil der Gruppe verhaftet; vermutlich war sie denunziert worden. Über 20 Mitglieder der Gruppe wurden später zum Tode verurteilt. Baums Grabstein listet 28, der Gedenkstein im Lustgarten 34 Mitglieder der Gruppe als Opfer auf. Insgesamt 28 Mitglieder der Gruppe wurden 1942 und 1943 ermordet. Baum selbst wählte in der Haft im Polizeipräsidium am Alexanderplatz den Suizid durch Erhängen. Etwa 50 weitere Mitglieder der Gruppe erhielten langjährige Haftstrafen.
Am 28./29. Mai 1942 wurden in einer „Vergeltungsaktion“ 500 Berliner jüdische Männer verhaftet, von denen die Hälfte sofort erschossen und die andere Hälfte in Konzentrationslager gebracht wurden. Am nächsten Tag wurde Vertretern der „Reichsvereinigung der Juden in Deutschland“ in Berlin von Adolf Eichmann mitgeteilt, dass die Aktion im Zusammenhang mit dem Anschlag auf die Ausstellung im Lustgarten stehe, an dem Juden beteiligt gewesen seien. Ob dieser Zusammenhang tatsächlich bestand, ist heute umstritten.

## Gedenken

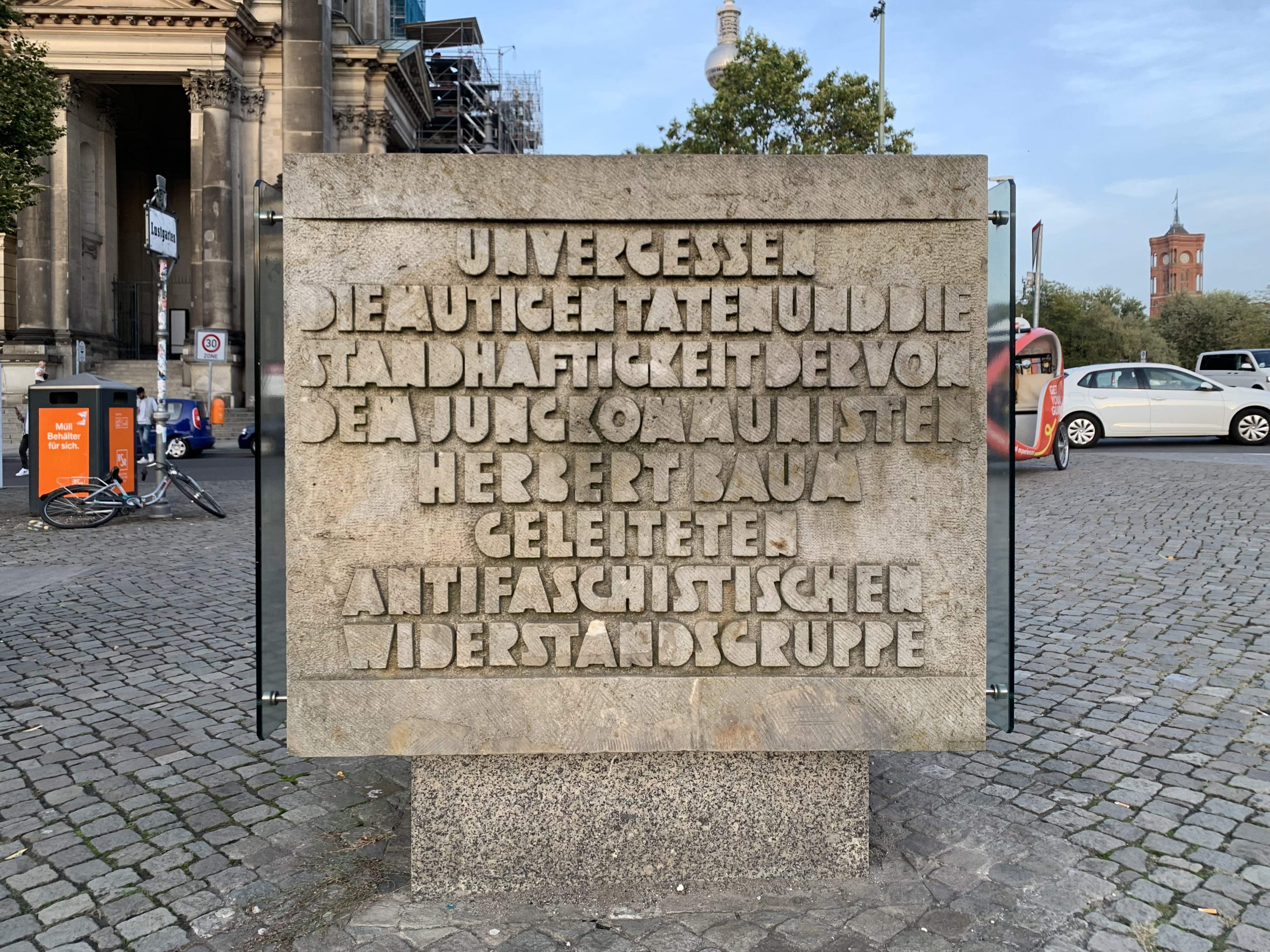
Der Berliner Gedenkstein im Lustgarten

### Gedenktafel in Berlin auf dem Jüdischen Friedhof Weißensee
Eine Gedenktafel für die Getöteten der Herbert-Baum-Gruppe und das Grab Baums befinden sich auf dem Jüdischen Friedhof Weißensee in der Ehrenreihe im Feld A1-G1. Das Grab ist als Ehrengrab der Stadt Berlin gewidmet. Die auf das Hauptportal des Friedhofs führende Straße heißt seit 1951 Herbert-Baum-Straße.

### Gedenkstein im Lustgarten
Im Lustgarten wurde 1981 ein von Jürgen Raue gefertigter Gedenkstein errichtet, der an den Anschlag der Gruppe Baum mit folgendem Spruch erinnert:

„Unvergessen die mutigen Taten und die Standhaftigkeit der von dem Jungkommunisten Herbert Baum geleiteten antifaschistischen Widerstandsgruppe. – Für immer in Freundschaft mit der Sowjetunion verbunden.“

Im Jahre 2000 wurde dieser Gedenkstein verändert: Der Teil der ursprünglichen Inschrift, der die Freundschaft mit der Sowjetunion zum Thema hat, wird nun durch bedruckte Glasplatten überdeckt. Sie enthalten historische Informationen zur Gruppe Baum und zu ihrem Anschlag und schließen mit den Worten:

„So dokumentiert dieser Gedenkstein heute die mutige Widerstandsaktion des Jahres 1942, das Geschichtsverständnis 1981 und unser andauerndes Gedenken an den Widerstand gegen das NS-Regime.“

### Gedenktafel
Am Wohnhaus von Sala und Martin Kochmann in der Gipsstraße in Berlin-Mitte befindet sich eine Gedenktafel für diese beiden Mitglieder der Gruppe Baum.

### Namensgeber
- Ein Zubringertrawler mit der Fischereikennnummer ROS 408 der „Artur Becker“-Baureihe erhielt seinen Namen.
- Der Offenbacher Verlag Olga Benario und Herbert Baum ist nach ihm und der ebenfalls von den Nazis verfolgten Olga Benario benannt.[7]
- Von 1972 bis 1990 gab es in Berlin in der Rigaer Straße eine Oberschule mit dem Namen Herbert-Baum-Oberschule.[8] Danach wurde das Gebäude vom Heinrich-Hertz-Gymnasium übernommen.
- Das Fliegertechnische Bataillon 2 (FTB-2) „Herbert Baum“  der NVA in Trollenhagen

## Angehörige der „Gruppe Herbert Baum“

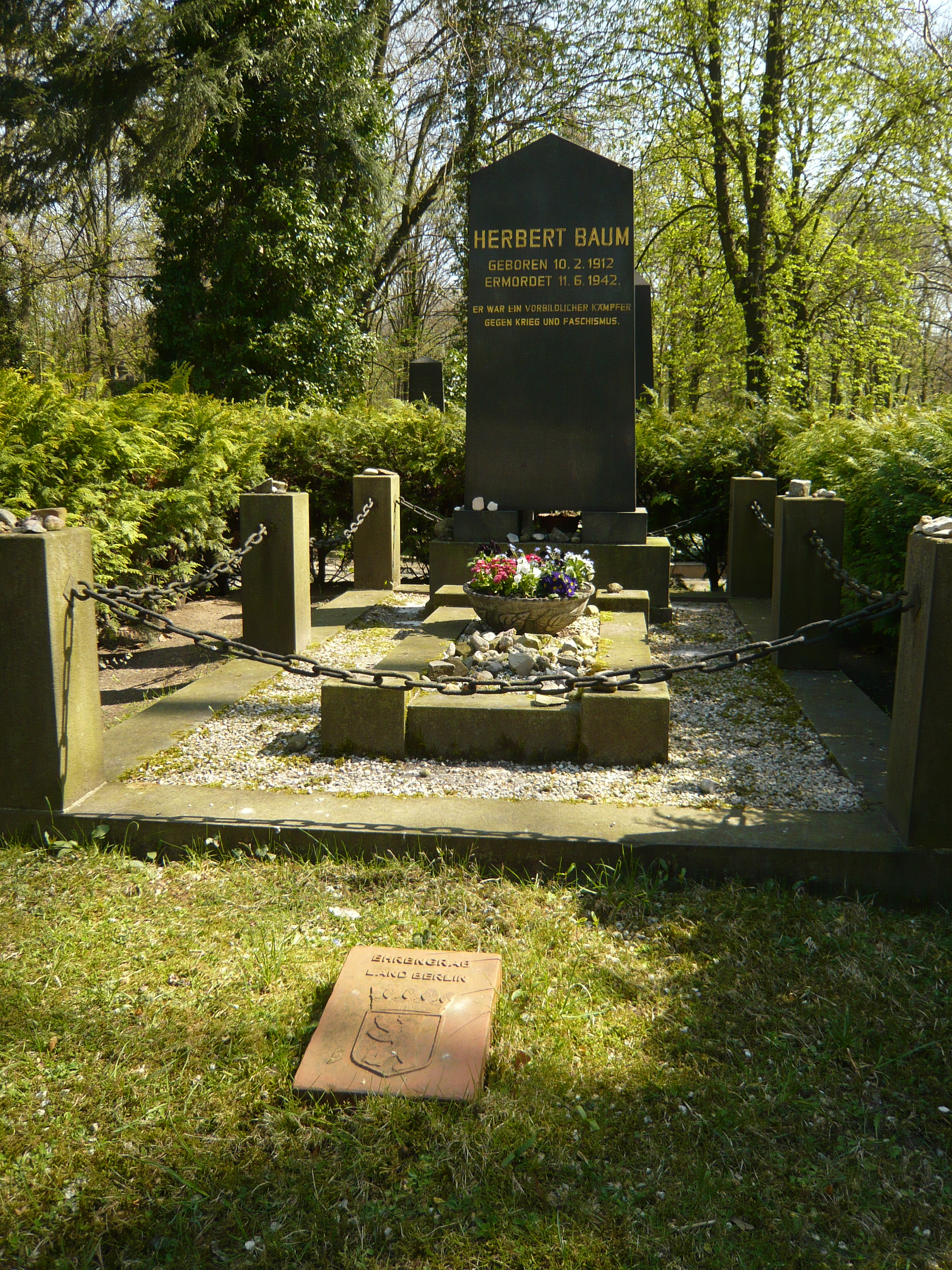
Ehrengrabstätte für Herbert Baum auf dem Jüdischen Friedhof in Berlin-Weißensee; Aufnahme vom April 2010

Auf dem Jüdischen Friedhof Berlin-Weißensee wird auf einer Gedenktafel an 27 Mitglieder der Gruppe erinnert, die 1942/43 wegen ihres Widerstands hingerichtet (bzw. getötet) wurden. Es handelt sich um:
Herbert Baum, Ehemann von Marianne Baum, starb in der Haft.
1. Marianne Baum (geb. Cohn), Ehefrau von Herbert Baum, im August 1942 hingerichtet
2. Martin Kochmann, Ehemann von Sala Kochmann, im September 1943 hingerichtet
3. Sala Kochmann, Ehefrau von Martin Kochmann, im August 1942 hingerichtet
4. Gerhard Meyer, jüngerer Bruder von Herbert Meyer, Ehemann von Hanni Meyer, im August 1942 hingerichtet
5. Hanni Meyer (geb. Lindenberger), Ehefrau von Gerhard Meyer, im März 1943 hingerichtet
6. Suzanne Wesse (geb. Vasseur), Französin, Felix Heymann war Vetter ihres Mannes, im August 1942 hingerichtet
7. Irene Walther,[9] im August 1942 hingerichtet
8. Heinz Birnbaum, im März 1943 hingerichtet
9. Heinz Rotholz, im März 1943 hingerichtet
10. Hella Hirsch, Schwester von Alice Hirsch, im März 1943 hingerichtet
11. Alice Hirsch, Schwester von Hella Hirsch und jüngstes Mitglied der Gruppe, Zuchthaus
12. Edith Fraenkel (zunächst zu einer fünfjährigen Haftstrafe verurteilt, die dann „aufgehoben“ wurde; Edith Fraenkel wurde am 15. Oktober 1943 nach Theresienstadt deportiert und später in Auschwitz ermordet)
13. Felix Heymann (* 1917), im September 1943 hingerichtet
14. Werner Steinbrinck, im August 1942 hingerichtet
15. Hildegard „Hilde“ Jadamowitz, Verlobte von Werner Steinbrinck, im August 1942 hingerichtet
16. Hans Adler (eigentlich Hans-Georg Mannaberg), im August 1942 hingerichtet
17. Heinz Joachim, Ehemann von Marianne Joachim, im August 1942 hingerichtet
18. Marianne Joachim, Ehefrau von Heinz Joachim, im März 1943 hingerichtet
19. Siegbert Rotholz, Ehemann von Lotte Rotholz, im März 1943 hingerichtet
20. Lotte Rotholz (geb. Jastrow), Ehefrau von Siegbert Rotholz, Zuchthaus
21. Lothar Salinger, im März 1943 hingerichtet
22. Hildegard Löwy, im März 1943 hingerichtet
23. Herbert Budzislawski, im September 1943 hingerichtet
24. Helmut Neumann, im März 1943 hingerichtet
25. Hardel Heymann
26. Kurt Bernhard, mit 40 Jahren ältestes Mitglied der Gruppe
27. Herbert Meyer, älterer Bruder von Gerhard Meyer, 1942 in Haft ermordet

Daneben sind als Mitglieder bekannt:
- Rita Meyer (geb. Zochner) (* 1915), Frau von Herbert Meyer[10]
- Werner Schaumann, im Mai 1943 hingerichtet
- Herbert Ansbach
- Lisa Behn (1936 verhaftet, Freundin von Werner Steinbrinck)
- Joachim Franke (1905–1942)
- Ilse Haak (geb. Lewin, später Stillmann), arbeitete im Siemens-Elektromotorenwerk
- Richard Holzer (1911–1975), der nach Ungarn flüchten konnte
- Charlotte Holzer (geb. Abraham), Ehefrau von Richard Holzer, wurde vom Volksgerichtshof zum Tod verurteilt; nach einem Bombenangriff auf Berlin gelang es ihr, aus dem Gefängnis an der Iranischen Straße zu fliehen und so ihrer Hinrichtung zu entgehen.
- Hermann Braun
- Erwin Pawlowski
- Walter Sack (* 26. Dezember 1915, † 29. April 2008)[11][12]
- Alice Zadek (geb. Kronheim) (* 28. März 1921, † 14. April 2005) und Gerhard Zadek (* 2. November 1919, † 5. Oktober 2005)
- Franz Krahl (1914–1990)[13]
- Lothar Cohn (1908–1944), Bruder von Marianne Baum
- Hans Fruck
- Ismar Zöllner (1918–1973), Cousin von Herbert Baum und im Betrieb von Moritz Sack, dem Vater von Walter Sack, angestellt
- Gerda May (geb. Fichtmann) (* 1915) und Willy May (1909–1982), Freunde von Siegbert Rotholz

Weitere Personen im Kreis der Gruppe:
- Artur Illgen (1905–1943), Verbindungsmann zwischen der Gruppe und der illegalen Parteizelle der KPD, im Mai 1943 hingerichtet
- Karl Kunger (1901–1943), Informationsgeber, im Juni 1943 hingerichtet